# Åneby
Pour les articles homonymes, voir Aneby.
Åneby est un village norvégien situé dans la municipalité de Nittedal dans le comté d'Akershus. En 2006, sa population était de 1 356 habitants.